# Andrew Greenberg
Andrew Greenberg est un game designer américain de jeux de rôle sur table et de jeux vidéo. Il faisait partie de l'équipe à l'origine du jeu de rôle Vampire : La Mascarade,. Il a travaillé sur les jeux vidéo Emperor of the Fading Suns et Mall Tycoon.